# Johann Karl Ehrenfried Kegel
Johann Karl Ehrenfried Kegel (Friesdorf, Njemačka, 3. listopada 1784. – Odesa, 25. lipnja 1863.), njemački agronom i istraživač.
Poznat je po istraživanju ruskog poluotoka Kamčatke.